# Phalacrotophora decimaculata
Phalacrotophora decimaculata är en tvåvingeart som beskrevs av Liu 2001. Phalacrotophora decimaculata ingår i släktet Phalacrotophora och familjen puckelflugor. Inga underarter finns listade i Catalogue of Life.